# Fernando Vázquez de Menchaca
Fernando Vázquez de Menchaca (* 1512 in Valladolid; † 1569), auch bekannt unter seinem lateinischen Namen Fernandus Vasquius, spanischer Jurist und Humanist, gehört zur Gruppe der Spanischen Spätscholastik oder Schule von Salamanca. 

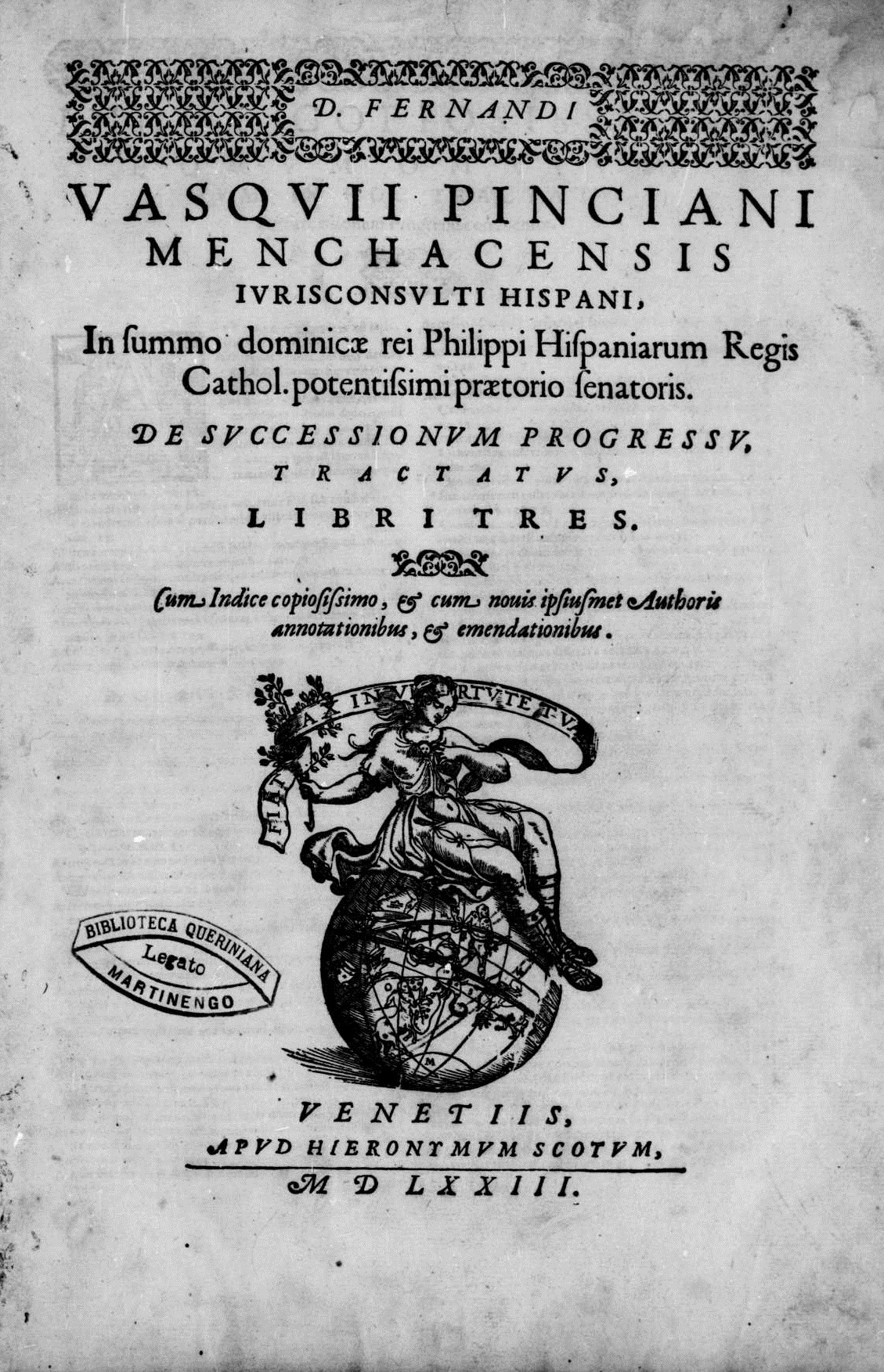
De successionum progressu, 1573

## Leben
Fernando Vázquez de Menchaca war zunächst Finanzbeamter in seiner Heimatstadt Valladolid, studierte dort ab 1538 und ab 1541 an der Universität von Salamanca das römische Recht. 1551 wurde er Professor für die justinianischen Institutionen in Salamanca. Seine Laufbahn führte ihn ein Jahr später als Richter zum obersten Gericht des Königreichs in Sevilla und von dort 1553 zurück zur obersten Finanzbehörde in Valladolid. Als Gesandter des Königs Philipp II. nahm er 1561 zusammen mit Diego de Covarrubias y Leyva am Konzil von Trient teil. 1567 ernannte man ihn zum weltlich-rechtlichen Domkapitular in Sevilla.

## Bedeutung
Nicht nur auf die spanisch-katholische Wissenschaft, sondern auch auf die Protestanten hat Vázquez großen Einfluss ausgeübt. Vor allem Hugo Grotius zitiert ihn oft und nennt ihn doctor Hispanicus und decus Hispaniae. Wie andere Vertreter der Spanischen Spätscholastik geriet er nach Grotius in Vergessenheit. Bei der Wiederentdeckung im 19. Jahrhundert führten seine politischen Stellungnahmen, etwa zur Freiheit der Meere, zunächst zu dem Eindruck, Vázquez sei „nur“ ein politischer Autor (Kaltenborn). Bald erkannte man jedoch den enormen Einfluss, den Vázquez auf die Entstehung des modernen Natur- und Völkerrechts hatte. 
Vázquez ist einer der wenigen weltlichen Juristen, die aus der reichhaltigen theologischen Literatur der „Spanischen Spätscholastik“ schöpfen. Gleichzeitig mit der Verknüpfung von Theologie und Jurisprudenz emanzipiert Vázquez das Naturrecht, das er um das ius gentium primaevum  erweitert, von der Offenbarung, indem er das ius divinum (mit Ausnahme des Sakramentsrechts) mit dem ius naturale gleichsetzt.  Auf Naturrecht gründet Vázquez die ursprüngliche Freiheit und Gleichheit aller Menschen, Volkssouveränität, Gütergemeinschaft und den Okkupationsgrundsatz. Vertrag und Ehe, Herrschaft, Sklaverei und Privateigentum seien Folge des verdorbenen positiven Rechts. Mit Hilfe des Naturrechts kritisiert Vázquez das positive Recht. So weist er einen Absolutheitsanspruch weltlicher oder geistlicher Gewalt von sich. Im Privatrecht hat Vázquez am Begriff des dominium die Theorie des subjektiven Rechts vorangebracht. 
Vázquez ist nicht nur der „Spanischen Spätscholastik“, sondern auch dem juristischen Humanismus zuzuordnen. Mit ihm teilt er das Anliegen, zu den antiken Quellen zurückzukehren und dabei nicht nur die justinianischen Texte, sondern alle antiken Autoren zu berücksichtigen. Auch die sehr offene Form seiner Werke zeigt, mit der sich von der Bindung an einen autoritativen Text befreit, zeugen von seinem humanistischen Ideal. Die Werke offenbaren dabei eine ungeheure Gelehrsamkeit und eine gewisse Originalität und Unabhängigkeit ihres Autors. Die Ausführungen sind zwar häufig weitläufig und lassen eine durchgehende Systematik vermissen, doch lag das auch gar nicht in der Absicht des Verfassers, dem weltlichen Richter einen Leitfaden und eine Orientierungshilfe durch die Streitfragen des römisch-kanonischen Rechts zu liefern. Gerade der weltliche Jurist Vázquez kann zudem als Verbindungsglied zwischen Theologie und Jurisprudenz bezeichnet werden, der gemeinsam mit dem Kanonisten Diego de Covarrubias y Leyva und den Theologen Francisco de Vitoria und Domingo de Soto das Naturrecht auf eine neue Grundlage stellte. Trotz alldem steht Vázquez jedoch fest in der scholastischen Tradition, was es ihm gerade ermöglicht, diese Tradition für das weltliche Naturrecht fruchtbar zu machen.

## Werke
- Controversiarum illustrium aliarumque usu frequentium. Johann Theobald Schönwetter, Frankfurt am Main 1599 (Latein, beic.it).
  - Controversiarum illustrium aliarumque usu frequentium. Johann Theobald Schönwetter, Frankfurt am Main 1668 (Latein, beic.it).
- De successionum creatione, progressu et resolutione (Salamanca, 1559)
  - De successionum progressu. Band 2. Girolamo Scoto, Venezia 1573 (Latein, beic.it).
  - De successionum resolutione. Band 3. Girolamo Scoto, Venezia 1573 (Latein, beic.it).
- Controversiarum usu frequentium libri tres (1563)
- Controversiarum Illustrium aliarumque usu frequentium libri tres (1564).

Bei ersterem handelt es sich um eine Monographie über die Sukzession, bei den letzteren beiden um naturrechtsorientierte, auf Streitfragen konzentrierte Sammelwerke.